# Resolutie 326 Veiligheidsraad Verenigde Naties
Resolutie 326 van de Veiligheidsraad van de Verenigde Naties werd op 2 februari 1973 door de VN-Veiligheidsraad aangenomen. Dat gebeurde met dertien stemmen voor en twee onthoudingen van het Verenigd Koninkrijk en de Verenigde Staten.

## Achtergrond
In Zuid-Rhodesië had de blanke minderheidsregering zich onafhankelijk verklaard van het Verenigd Koninkrijk. Het regime werd illegaal verklaard en er werden sancties ingesteld. Het regime werd echter onder meer gesteund door het apartheidsregime van Zuid-Afrika.

## Inhoud
De Veiligheidsraad:
- Neemt akte van de brief en de verklaring van Zambia over provocaties door het illegale regime in Salisbury (Zuid-Rhodesië).
- Is erg bezorgd door de situatie ontstaan door de provocaties en agressie van het illegale regime in Zuid-Rhodesië tegen de veiligheid en economie van Zambia.
- Herbevestigt het recht van het Zuid-Rhodesische volk op zelfbeschikking en onafhankelijkheid en de wettigheid van de strijd om dat recht te verzekeren.
- Herinnert aan resolutie 232, waarin werd bepaald dat de situatie in Zuid-Rhodesië een bedreiging is voor de internationale vrede en veiligheid.
- Is ervan overtuigd dat de recente daden van Zuid-Rhodesië de situatie verergeren.
- Is diep bezorgd dat de maatregelen van de Raad gefaald hebben en dat de sancties het illegale regime niet kunnen beëindigen als ze niet strikt worden gevolgd.
- Is misnoegd over de illegale militaire tussenkomst van Zuid-Afrika in Zuid-Rhodesië en Zambia. (zie resolutie 277)
- Is geschokt over de veroorzaakte doden en schade in Zambia.
- Herbevestigt de verantwoordelijkheid van het Verenigd Koninkrijk over zijn kolonie Zuid-Rhodesië.

1. Veroordeelt alle provocaties en pesterijen van het illegale regime samen met Zuid-Afrika tegen Zambia.
2. Veroordeelt alle maatregelen van repressie die de rechten van het Zuid-Rhodesische volk schenden.
3. Roept het Verenigd Koninkrijk op om dit te stoppen.
4. Betreurt dat de huidige maatregelen hebben gefaald.
5. Veroordeelt de aanwezigheid van het Zuid-Afrikaanse leger in Zuid-Rhodesië.
6. Eist de onmiddellijke terugtrekking van Zuid-Afrika uit Zuid-Rhodesië.
7. Roept het Verenigd Koninkrijk op om de uitvoering van paragraaf °6 te verzekeren.
8. Vraagt het in resolutie 253 opgerichte comité om in zijn volgende rapport rekening te houden met de recente ontwikkelingen.
9. Beslist tegen 1 maart en speciale missie te sturen.
10. Vraagt Zambia, het VK en Zuid-Afrika om de missie hun medewerking te verlenen.
11. De Veiligheidsraad besluit actief van de kwestie op de hoogte te blijven.

## Verwante resoluties
- Resolutie 318 Veiligheidsraad Verenigde Naties
- Resolutie 320 Veiligheidsraad Verenigde Naties
- Resolutie 327 Veiligheidsraad Verenigde Naties
- Resolutie 328 Veiligheidsraad Verenigde Naties

Lijst ·  325 ·  326 ·  327 ·  328 ·  329 ·  330 ·  331 ·  332 ·  333 ·  334 ·  335 ·  336 ·  337 ·  338 ·  339 ·  340 ·  341 ·  342 ·  343 ·  344